# Vores Øl

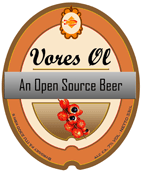
Etiketa

Vores Øl (dánsky “naše pivo”), také známé jako Free Beer (anglicky “svobodné pivo”) je značka piva, jehož receptura funguje na principu open source. Jeho recept je publikován pod licencí Creative Commons. Myšlenka piva s open sourcovým receptem pochází od studentů informačních technologií na univerzitě v Kodani spolu s uměleckou společností Superflex. Pivo má být příkladem uplatnění myšlenky open source i mimo digitální svět. Studenti uvařili prvních sto litrů tmavého piva ve verzi 1.0 ve školní kavárně v roce 2001, v současné době je k dispozici verze 4.1.

## Receptura
Následující receptura byla publikována v září 2005 na internetových stránkách projektu. Mělo by z ní vzniknout 85 litrů piva, které by mělo obsahovat maximálně 6 % alkoholu. Recept je volně šiřitelný a upravitelný podle licence Creative Commons.

### Sladový extrakt
- 6 kg plzeňského sladu
- 4 kg mnichovského sladu
- 1 kg karamelizovaného sladu
- 1 kg ležákového sladu

Směs je 1–2 hodiny vařena při teplotě 55 - 60 °C. Poté je profiltrována, až vznikne 10 kg sladového extraktu.

### Ochucovadla a cukr
- 50 g chmelu Hallertauer
- 60 g chmelu z Tettnangu
- 300 g semen guarany
- 4 kg cukru

Sladový extrakt je dán do kotle s chmelem Hallertauer, přidá se asi 70 litrů vody. Po půl hodině se přidá cukr a guarana. Vaří se asi hodinu, deset minut po ukončení vaření se přidá chmel z Tettnangu.

### Fermentace
Následně jsou přidány kvasinky a pivo se nechá asi dva týdny fermentovat při pokojové teplotě (21 °C). Po ukončení fermentace je pivo stáčeno do láhví, na litr jsou přidány čtyři gramy cukru a trochu kvasinek ze dna fermentačního kotle. Následně je pivo v láhvích ponecháno při pokojové teplotě asi osm až deset dnů, aby se pivo nasytilo oxidem uhličitým.